# Mallorca Championships 2022
Il Mallorca Championships 2022 è stato un torneo di tennis maschile giocato su campi in erba. È stata l'edizione inaugurale del Maiorca Open, facente parte della categoria ATP Tour 250 del ATP Tour 2022. Si è tenuto presso il Santa Ponsa Tennis Academy di Santa Ponsa, in Spagna, dal 19 giugno al 25 giugno 2022.

## Partecipanti al singolare

### Teste di serie
| Nazionalità | Giocatore               | Ranking* | Testa di serie |
| ----------- | ----------------------- | -------- | -------------- |
|             | Daniil Medvedev         | 1        | 1              |
| Grecia      | Stefanos Tsitsipas      | 6        | 2              |
| Canada      | Denis Shapovalov        | 15       | 3              |
| Spagna      | Pablo Carreño Busta     | 19       | 4              |
| Spagna      | Roberto Bautista Agut   | 20       | 5              |
| Paesi Bassi | Botic van de Zandschulp | 29       | 6              |
| Serbia      | Miomir Kecmanović       | 30       | 7              |
| Argentina   | Sebastián Báez          | 34       | 8              |

* Ranking al 13 giugno 2022.

### Altri partecipanti
I seguenti giocatori hanno ricevuto una wildcard per il tabellone principale:
- Feliciano López
- Jaume Munar
- Stefanos Tsitsipas

Il seguente giocatore è entrato nel tabellone principale come special exempt:
- Nick Kyrgios

I seguenti giocatori sono entrati nel tabellone principale passando dalle qualificazioni:

- Antoine Bellier
- Jordan Thompson
- Alejandro Tabilo
- Tarō Daniel

### Ritiri
Prima del torneo
- Lloyd Harris → sostituito da  Emil Ruusuvuori
- Hubert Hurkacz → sostituito da  Dušan Lajović
- John Isner → sostituito da  Mackenzie McDonald
- Oscar Otte → sostituito da  Federico Delbonis

## Partecipanti al doppio

### Teste di serie
| Nazione     | Giocatore         | Nazione     | Giocatore         | Ranking* | Testa di serie |
| ----------- | ----------------- | ----------- | ----------------- | -------- | -------------- |
| El Salvador | Marcelo Arévalo   | Paesi Bassi | Jean-Julien Rojer | 21       | 1              |
| Germania    | Kevin Krawietz    | Germania    | Andreas Mies      | 60       | 2              |
| Messico     | Santiago González | Argentina   | Andrés Molteni    | 68       | 3              |
| Kazakistan  | Andrej Golubev    | Argentina   | Máximo González   | 74       | 4              |

* Ranking al 13 giugno 2022.

### Altri partecipanti
Le seguenti coppie di giocatori hanno ricevuto una wildcard per il tabellone principale:
- Alexander Erler /  Lucas Miedler
- Petros Tsitsipas /  Stefanos Tsitsipas

### Ritiri
Prima del torneo
- Sander Gillé /  Joran Vliegen → sostituiti da  Aslan Karacev /  Joran Vliegen
- Marcel Granollers /  Horacio Zeballos → sostituiti da  Sebastián Báez /  João Sousa
- Pierre-Hugues Herbert /  Albano Olivetti → sostituiti da  Fabrice Martin /  Hugo Nys

## Punti e montepremi

### Punti
| Evento    | V   | F   | SF | QF | 2T | 1T   | Q    | Q2   | Q1   |
| Singolare | 250 | 150 | 90 | 45 | 20 | 0    | 12   | 6    | 0    |
| Doppio    | 250 | 150 | 90 | 45 | 0  | N.D. | N.D. | N.D. | N.D. |

### Montepremi
| Evento    | V       | F       | SF      | QF      | 2T      | 1T     | Q2     | Q1     |
| Singolare | €70,620 | €50,630 | €36,040 | €24,030 | €15,450 | €9,295 | €4,540 | €2,360 |
| Doppio*   | €26,370 | €18,880 | €12,440 | €8,080  | €4,740  | N.D.   | N.D.   | N.D.   |

*a coppia

## Campioni

### Singolare
Stefanos Tsitsipas ha sconfitto in finale  Roberto Bautista Agut con il punteggio di 6-4, 3-6, 7–6(2).
- È il nono titolo in carriera per Tsitsipas, il secondo in stagione.

### Doppio
Rafael Matos /  David Vega Hernández hanno sconfitto in finale  Ariel Behar /  Gonzalo Escobar con il punteggio di 7–6(5), 6(6)–7, [10-1].